# Perőcsény
Perőcsény é um município da Hungria, situado no condado de Peste. Tem 41,4 km² de área e sua população em 2015 foi estimada em 289 habitantes.